# Arnos Grove (metrostation)
Arnos Grove is een station van de metro van Londen aan de Piccadilly Line en is Grade II listed. Het station ligt net buiten de North Circular Road en was bij de opening op 19 september 1932 het noordelijke eindpunt van de Piccadilly Line. Aan de zuidkant van het station is een opstelterrein voor metrostellen.

## Geschiedenis
De Great Northern Railway (GNR) en haar rechtsopvolger, de London and North Eastern Railway (LNER), weigerden jarenlang toestemming voor enige uitbreiding van de metro naar de buitenwijken van Haringey en Enfield. In 1902 werd parlementaire goedkeuring verkregen om verdere uitbreidingen van de Londense metrolijnen naar het noorden vanaf Finsbury Park te verbieden. Hierdoor ontstond een knelpunt in Finsbury Park, destijds het noordelijke eindpunt van de Piccadilly Line. In 1923 ontstond er een publieke campagne tegen het parlementaire verbod uit 1902 en was Frank Pick opgeklommen tot assistent-directeur van de Underground-groep. Om het knelpunt aan te pakken, verzamelde Frank Pick foto's van de opstoppingen bij Finsbury Park en verspreidde deze naar de pers. In 1925 gaf de LNER toe aan het bezwaar waarop Pick begon met de uitwerking van het plan voor de verlenging van de lijn. In 1929 kreeg hij parlementaire goedkeuring voor een traject door een nog goeddeels onbebouwd gebied. De bekostiging berustte op de Garantstellings en subsidiewet in plaats van de eerdere Trade facilities act. Schachtringen, bekabeling en beton werden geproduceerd in Noord-Engeland, terwijl werkloze fabrieksarbeiders daar werden ingezet bij de aanleg van de verlenging. 22 boorschilden werden gebruikt tijdens de bouw die in 1930 begon. Het station werd op 19 september 1932 geopend als het eindpunt van het eerste deel van de verlenging. Op 13 maart 1933 volgde heet tweede deel tot Enfield West. De naam werd gekozen na openbare beraadslaging: alternatieven waren "Arnos Park", "Bowes Road" en "Southgate". In samenhang met de verlenging van de Piccadilly Line naar het noorden werden er Edwardiaanse villa's in het gebied gebouwd. Arnos Grove stond tot de jaren zestig van de 20e eeuw bekend om zijn ronde lokettenhal en als een rustige, vredige en groene buurt.

## Stationsgebouw
Net als de andere stations die Charles Holden voor de verlenging ontwierp, werd Arnos Grove gebouwd in een moderne Europese stijl met baksteen, glas en gewapend beton en geometrische basisvormen. De trommelvormige stationshal van baksteen en glazen panelen rijst op uit een lage constructie op de begane grond en wordt afgedekt door een plat dak van betonnen platen. Het ontwerp zou zijn geïnspireerd op de openbare bibliotheek van Stockholm van de Zweedse architect Gunnar Asplund, hoewel Charles Hutton, Holden's constructeur, verklaarde dat Holden het idee baseerde op een bijgebouw voor de tuinman van het sanatorium in Midhurst, ontworpen door Adams, Holden en Pearson in 1904-1906. In het midden van de stationshal staat een ongebruikt hokje van de kaartcontrole dat is ingericht met een tentoonstelling over het station en de lijn. Het oorspronkelijke ontwerp van Holden werd uitgewerkt door Charles Hutton, die ook de bouwmethode van het metrostation Sudbury Town moest wijzigen vanwege problemen met lekkende bekistingen voor het betonnen dak waardoor het metselwerk verkleurde. Het station is aangemerkt als een belangrijk werk van moderne architectuur. Op 19 februari 1971 werd het station op de monumentenlijst gezet. In 2005 werd het station opgeknapt waarbij de historische kenmerken behouden bleven.
In 2005 werd het station gerenoveerd, waaronder verbeteringen aan bewegwijzering, beveiliging en treininformatiesystemen. Er werden algemene reparaties en opknapbeurten uitgevoerd, vloeren werden vernieuwd en er werd betere verlichting aangebracht, de camerabewaking vernieuwd en hulpzuilen gesplaatst die geschikt zijn voor slechthorenden. Sommige van de originele opschriften zijn in een 'petit-serif'-aanpassing van het London Underground- lettertype , Johnston Delf Smith Sans. Dit lettertype is ontworpen door Charles Holden en Percy Delf Smith, een vroegere leerling van Edward Johnston.
Tijdens de renovatie werden ook al deze monumentale elementen behouden: 
- De ronde 'Sudbury box' van rode bakstenen gebouw met betonnendak en overhangende daklijsten en de vestibule aan de voorzijde.
- Donkerrode bakstenen muren die zich uitstrekken aan weerszijden van het gebouw en ook op de borstwering van de brug aan beide kanten van Bowes Road.
- De underground roundels uit de jaren 30 op een betonnen paneel in een bronzen houder aan beide uiteinden bij de toerit van de busstrook.
- De vlaggenmast met underground roundel uit de jaren 30 op het dak van de vestibule werd in ere hersteld.
- Ramen over de volledige gebouw hoogte

The Guardian plaatste het gebouw in oktober 2007 op hun lijst van twaaf "Great Modern Buildings". In juli 2011 werd de monumentenklasse van Arnos Grove opgewaardeerd tot Grade II*.

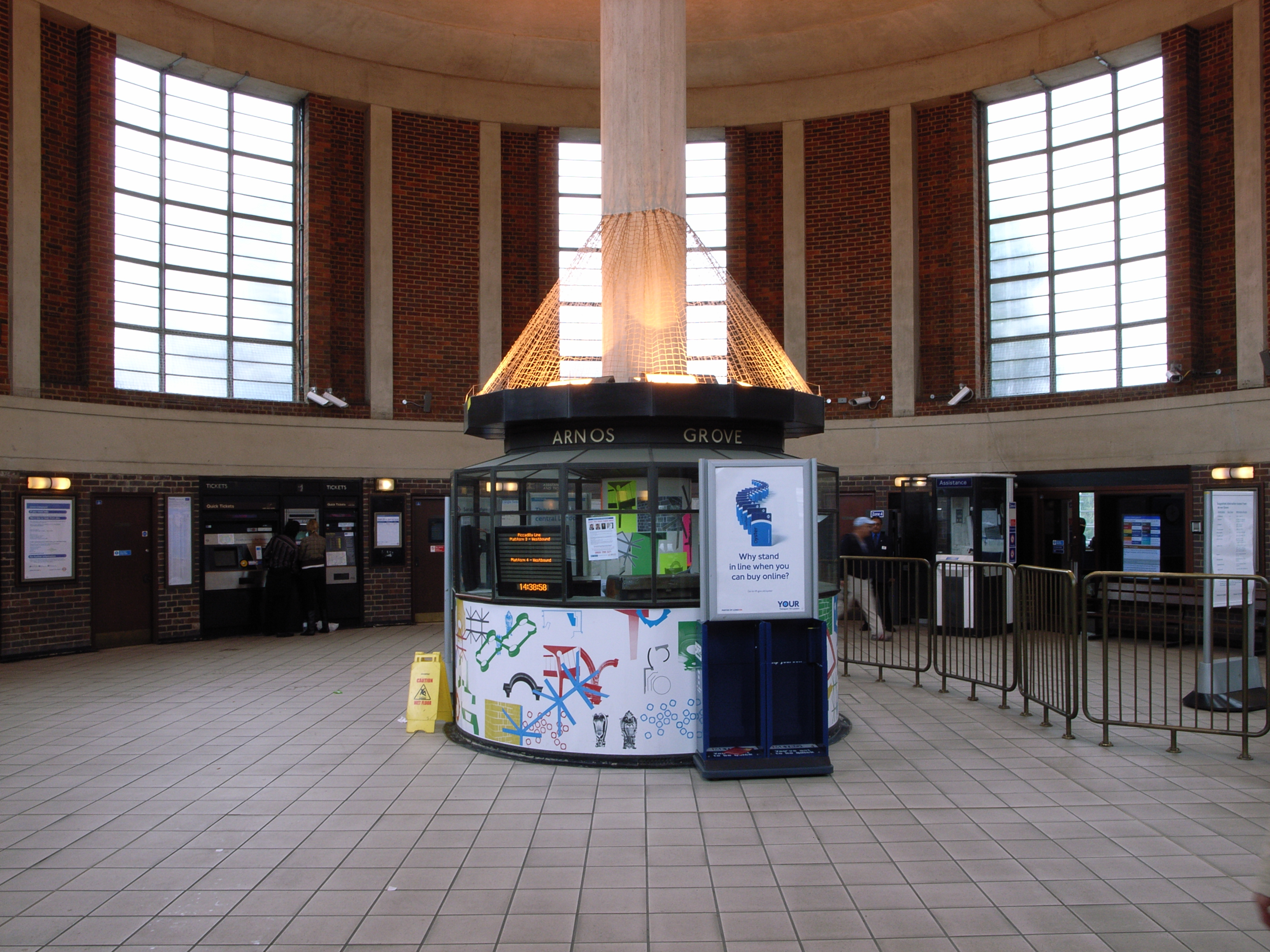
De stationshal
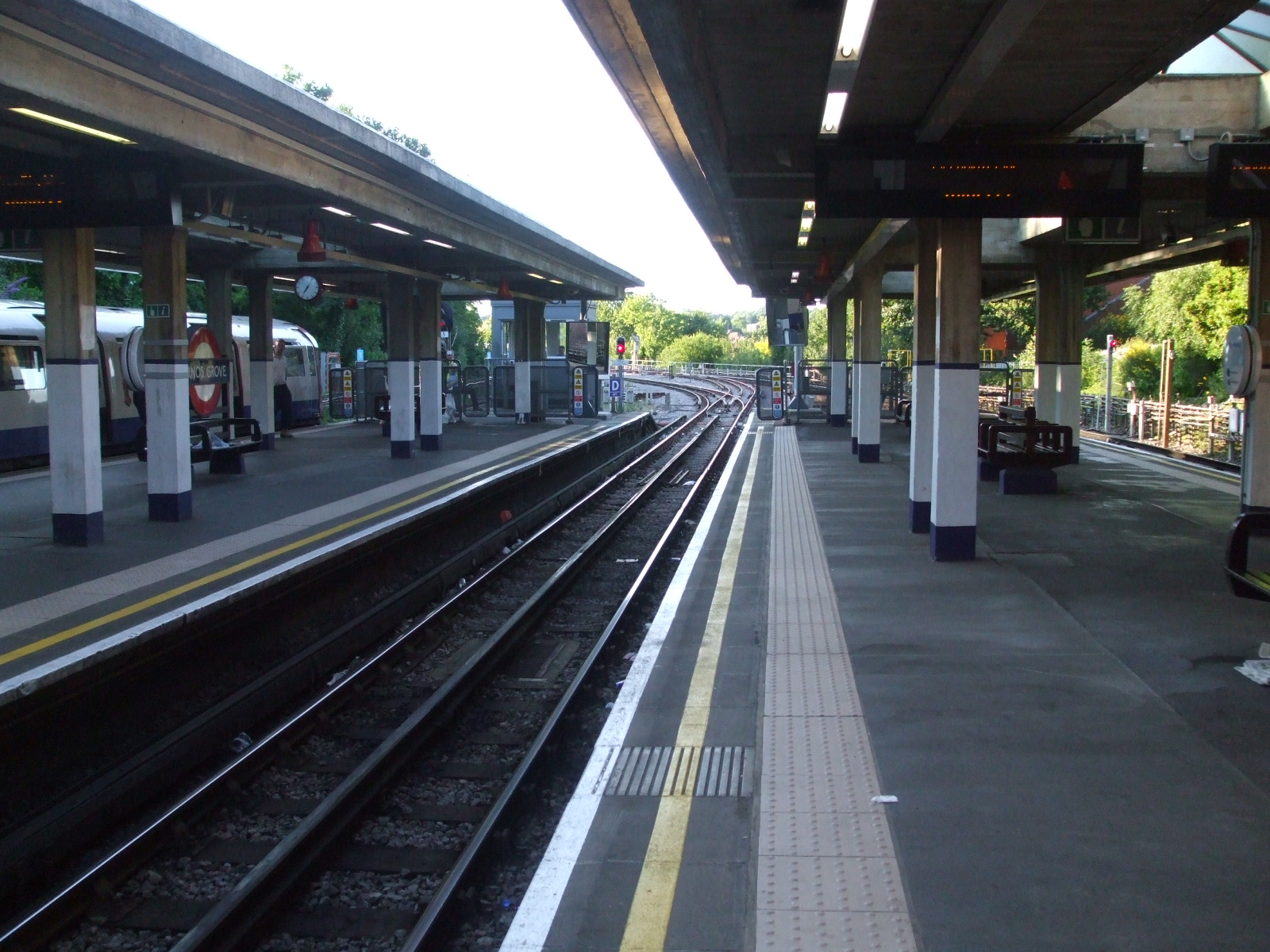
Het middenspoor tussen de beide perrons.
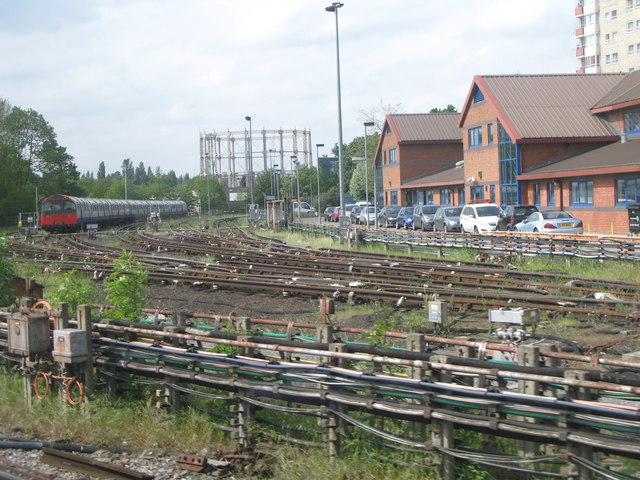
De opstelsporen met rechts Ash House.

## Ligging
Het station ligt aan de A1110 Bowes Road en bedient een middelgrote woonwijk. Arnos Grove is het eerste bovengrondse station na het lange tunnelgedeelte dat ten oosten van Barons Court begint en onder het centrum van Londen ligt. Het station en de omliggende wijk Arnos Grove danken hun naam aan het landgoed Arnos Grove, dat ten noorden van het station lag. Het station is het middelste van de Arnos Grove-groep bestaande uit alle zeven stations van Cockfosters tot Turnpike Lane. Deze stations worden beheerd vanuit het kantoor in station Arnos Grove. Het treinstation New Southgate ligt op tien minuten lopen van Arnos Grove.
De sporen liggen in een uitgraving vlak ten oosten van het stationsgebouw en zijn via een loopbrug verbonden met de stationshal. De twee eilandperrons liggen aan weerszijden van een spoor en hier is sprake van de spaanse methode. Aan de buitenzijde van de eilandperrons liggen nog twee sporen die in de normale dienst worden gebruiken voor ritten ten noorden van Arnos Grove. Het middelste spoor werd gebruikt toen Arnos Grove eindpunt was en nog steeds voor diensten uit het centrum die hier eindigen. Ten zuidwesten van het station liggen opstelsporen en de doorgaande sporen kruisen ten zuiden van het station de Bounds Green Brook en Telford Road vlak ten noorden van de noordelijke tunnelmond van de metrotunnel onder de stad. Vanaf het station is, via een pad langs het spoor, Ash House bereikbaar dat dient als onderkomen van metrobestuurders. De tuin van de metrobestuurders won in 2011 de prijs voor Beste Nieuwkomer en Beste Algehele Tuin van zowel de Underground in Bloom wedstrijd als voor de London in Bloom wedstrijd. Hun website vertelt het hele verhaal met foto's van de tuin en de prijsuitreikingen.
In de buurt van het station liggen:
- Bounds Green
- Muswell Hill
- New Southgate
- Palmers Green
- Southgate

## Reizigersdienst
Een reis tussen Arnos Grove en Southgate duurt doorgaans iets meer dan vier minuten. De frequentie van de metro varieert gedurende de dag tussen elke 3-9 minuten tussen 07:07 en 01:07 ten noorden van Arnos Grove. Richting de binnenstad is dit elke 2-6 minuten tussen 05:19 en 00:06. In geval van verstoringen kan station Arnos Grove dienstdoen als een tijdelijk eindpunt van een beperkte dienst, ofwel een pendeldienst tussen Arnos Grove en Cockfosters of een ingekorte dienst vanuit het centrum van Londen. 

## Incidenten
- In de nacht van 13 oktober 1940, tijdens de Blitz, liet een eenzaam Duits vliegtuig een bom vallen op huizen ten noorden van station Bounds Green. De vernietiging van de huizen zorgde ervoor dat het noordelijke uiteinde van de westelijke perrontunnel aldaar instortte. Hierdoor werden de treindiensten tussen Wood Green en Cockfosters twee maanden onderbroken.
- Op 11 augustus 1948 ontspoorde een metrostel toen het voorste- en achterste draaistel van een rijtuig verschillende routes namen op een aantal wissels in het station.
- Op 7 juli 2005 ontplofte een bom in een metrostel dat tussen King's Cross St. Pancras en Russell Square reed. De metrodiensten tussen Hyde Park Corner en Arnos Grove werden onderbroken tot 4 augustus van hetzelfde jaar.

## Cultuur
- Het stationsgebouw verschijnt als "Marble Hill" in de aflevering "Wasps' Nest" in de tv-serie Poirot met David Suchet als Hercule Poirot van de Agatha Christie's.
- Het station verschijnt ook in twee films,
  - Faolan Jones' drama The Chase (2013)
  - De remake van 1999 van The End of the Affair met in de hoofdrol Ralph Fiennes en Julianne Moore.
- Arnos Grove is bekend om zijn stationskat (een zeldzaamheid op het Londense metronetwerk), Spooky genaamd, die op de parkeerplaats van het station woont nadat hij in 2014 werd uit het station gezet werd in verband met de plaatsing van OV-poortjes.

## Fotoarchief
- ltmcollection.org.org/photos/results/results.html?IXsearch=arnos+grove Arnos Grove. Photographic Archive. London Transport Museum. Gearchiveerd op 26 januari 2014. Geraadpleegd op 19 januari 2022. 
  - Architectural drawing showing elevation and cross-section of station
  - Het station in aanbouw, mei 1932
  - Het station de dag na de opening, september 1932
  - Het station gezien vanaf het spoor, 1932
  - Kaartcontrole, 1932
- Plan and elevation of station. drawings. Royal Institute of British Architects (1931). Gearchiveerd op 7 juli 2011.
- Early image of Arnos Grove tube station. CharlesHolden.com. Gearchiveerd op 23 november 2003.
- History of Arnos Grove and Southgate. Borough of Enfield. Gearchiveerd op 26 mei 2005.
- Great Modern Buildings Series. The Guardian. Gearchiveerd op 21 november 2007.
- Arnos Grove 3D model for Google Earth. Google Sketchup. Gearchiveerd op 2 april 2015. Geraadpleegd op 13 mei 2015.
- Garden created by green-fingered drivers. arnos grow'n'picc club. Gearchiveerd op 2 april 2012.